# Strukturkapital
Strukturkapital (Structural Capital – SC) kann als Wissen bezeichnet werden, das in Form von Strukturen, Prozessen und (den objektivierten Aspekten) der Unternehmenskultur quasi institutionalisiert wurde. Dazu gehören Patente, Urheberrechte, eigene Software, Geschäftsgeheimnisse und allgemeines Organisationswissen etc.
Es kann in Form von Dokumentierungsverfahren, Datenbanken, Expertensystemen, Softwaresystemen zur Unterstützung von Entscheidungsprozessen und WM-Systemen festgehalten sein. Das SC wird auch durch Beziehungen zu Lieferanten, Regierungen und Investoren aufgebaut.
Darüber hinaus kann Wissen in Team- oder Organisationsgewohnheiten „gespeichert“ sein, ohne jemals explizit beschrieben worden zu sein (wie uns das z. B. erfolgreiche Sportteams zeigen). Solange diese Menschen oder Teams zur Verfügung stehen, kann man sagen, dass sich ihr Wissen im „Gedächtnis“ der Organisation befindet und für einen wiederholten Einsatz bereitsteht. Man kann dieses Wissen auch durch Institutionalisierung als so genanntes Strukturkapital in den Strukturen, Prozessen und der Unternehmenskultur einer Organisation bewahren. Um explizites Wissen abzuspeichern, werden unterstützende Maßnahmen benötigt, wie z. B. die Selektion, Ordnung bzw. Kategorisierung, die Aktualisierung aber auch das Löschen von veralteten Informationen. Die Bewahrung von gespeicherten Wissensbeständen über einen längeren Zeitraum kommt der Anwendung ebendieses Wissens sehr nahe, da Wissen stets an aktuelle Gegebenheiten, veränderte Kontexte und Angelegenheiten angepasst werden muss. Um das Potential dieses Wissens nutzen zu können, muss die nächste Aktivität des Wissensprozesses – die Wissensteilung – gewährleistet sein.

## Strukturkapital in der Wissensbilanz
In unserer modernen Welt, wo keiner mehr alleine wirtschaftlichen Erfolg erzielen kann, besteht die Rolle der Organisation darin, die notwendigen Strukturen bereitzustellen, die es Individuen erlauben, so zusammenzuarbeiten, dass sowohl ihre Talente als auch bestehende Marktchancen optimal genutzt werden, um ökonomischen Wert zu schaffen. Und wenn ein Unternehmen nicht in der Lage ist, seine Chancen zu nutzen und umzusetzen, dann liegt das an seinen schwach ausgeprägten Organisationsfähigkeiten.
Die Wirtschafts-Qualifikations-Kennzahlen zeigen, dass der Wert des Strukturkapitals größer ist als das Humankapital. Sonst besitzen sie keinen Multiplier, sondern das Gegenteil, was zu einer Erosion des Humankapitals führt. Wenn das Strukturkapital zu schwach ausgeprägt ist, kann es das Humankapital nicht in ökonomischen Wert transformieren. Das bedeutet, dass die größte Wertkomponente das Strukturkapital ist, mit dem es das Humankapital erst produktiv macht.

## Multiplier
Aus dieser Entwicklung können sehr viele positive Faktoren für die Zukunft gewonnen werden. Einer davon ist eine Art KIV-Effekt für das Humankapital, wenn man aus diesem das Strukturkapital der Organisation bildet. Dieser KIV-Effekt wird auch als Intellectual Capital Multiplier (ICM) bezeichnet. Je höher das Strukturkapital im Vergleich zum Humankapital ist, desto höher ist das Wertschöpfungspotential der Organisation. Dieses Verhältnis kann bereits sehr einfach bei Organisationen bzw. in Unternehmen bestimmt werden. Infolgedessen wird der Intellectual Capital Multiplier zum Zeichen dafür, wie das Management die vorhandenen Ressourcen nutzt und zum Beispiel das Wissen der Mitarbeiter besser für wertsteigernde Tätigkeiten des Unternehmens einsetzt.